# Ana de nadie
 (срп. Ана од никог) колумбијска је теленовела, продукцијске куће , снимана 2023. Заснован је на теленовели Señora Isabel из 1993. коју су креирали Бернардо Ромеро Переиро и Моника Агудело. У серији играју Паола Турбај, Себастијан Карвахал и Хорхе Енрике Абељо.

## Улоге
| Глумац:             | Улога:                  |
| ------------------- | ----------------------- |
| Паола Турбај        | Ана Окампо              |
| Себастијан Карвахал | Хоакин Кортес           |
| Хорхе Енрике Абељо  | Орасио Валенцуела       |
| Лаура Арцхболд      | Аделаида Гомез          |
| Џуди Енрикез        | Долорес Виуда де Окампо |
| Рамистели Ерера     | Ема Валенцуела          |
| Карлос Баез         | Педро Валенцуела        |
| Иленија Антонини    | Флоренсија Валенцуела   |
| Адријана Ромеро     | Геновева Серано         |
| Адријана Аранго     | Виолета Давила          |
| Лучо Веласко        | Бенџамин Лемус          |
| Андрес Торо         | Луциано Уцрос           |
| Дајана Висвел       | Оријана Кастро          |
| Камила Зарате       | Магдалена Зеа           |
| Семјуел Монталво    | Тео Кортес              |
| Кармен Роза Франко  | Урсула Рохас            |
| Лаура Ернандез      | Химена Рохас            |